# Alfred G. Knudson

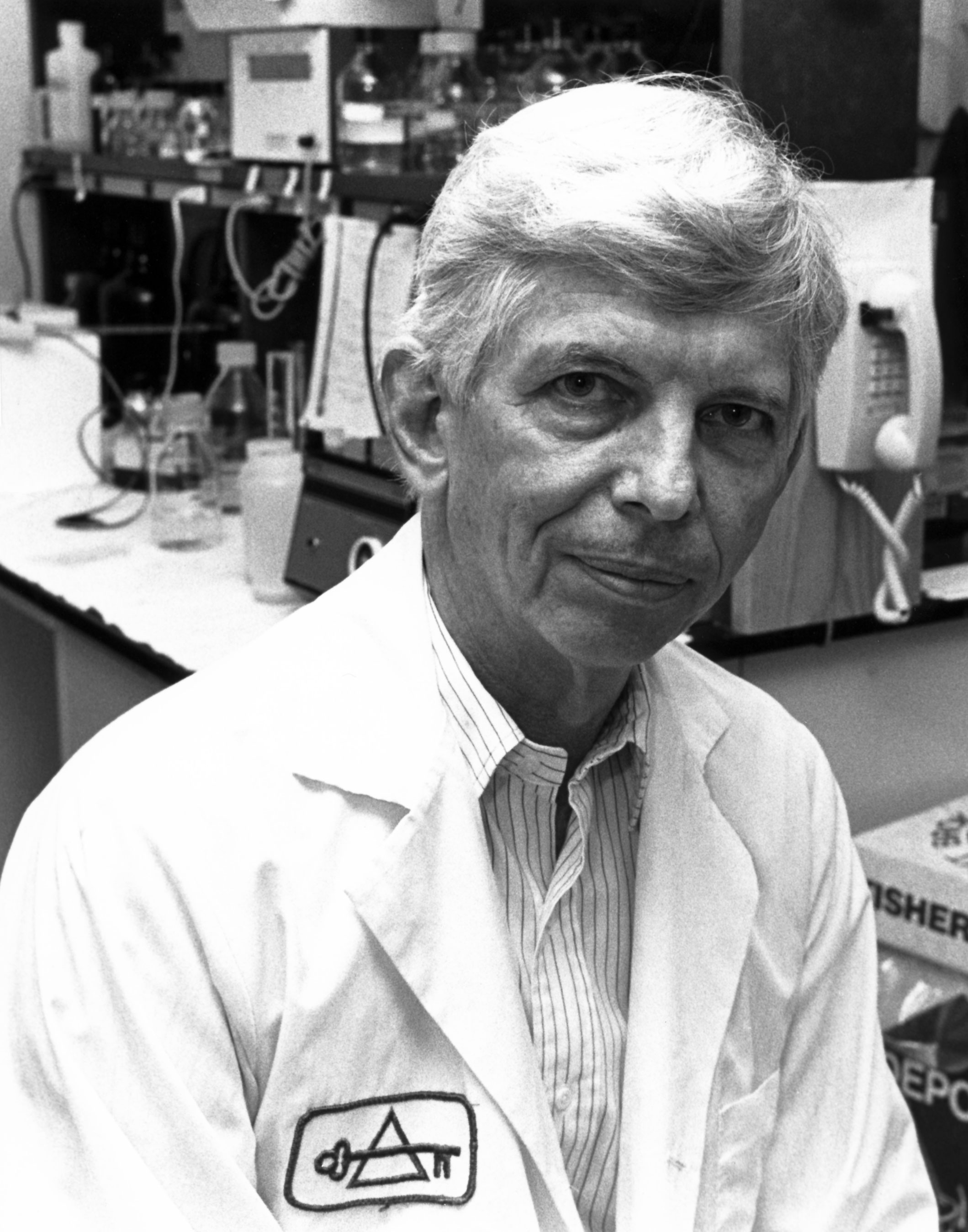
Alfred G. Knudson

Alfred George Knudson, Jr. (* 9. August 1922 in Los Angeles, Kalifornien; † 10. Juli 2016 in Philadelphia, Pennsylvania) war ein amerikanischer Genetiker und Onkologe. Sein wichtigster Beitrag auf diesem Gebiet ist die nach ihm benannte Knudsonhypothese, die sich mit der Auswirkung von Mutationen auf die Entstehung des Krebses befasst.

## Leben
Knudson erhielt seinen B.S.-Abschluss vom California Institute of Technology im Jahr 1944 und seinen M.D. drei Jahre später von der Columbia University. In der Zeit von 1953 bis 1954 war er Fellow der Guggenheim-Stiftung, im Jahre 1956 wurde er am CalTech in den Fächern Biochemie und Genetik promoviert. Danach arbeitete er als Kinderarzt in Kalifornien und New York City, von 1976 bis 1982 war er am Fox Chase Cancer Center in Philadelphia als Direktor des Instituts für Krebsforschung tätig.
In den 1950er-Jahren lag der Schwerpunkt der Forschung über Krebs in der Suche nach möglichen Umwelteinflüssen. Knudson hingegen widmete sich den erblichen Krebsformen, die bereits bei Kleinkindern auftreten, insbesondere dem erblichen Retinoblastom, das typischerweise schon vor dem fünften Lebensjahr auftritt. Seine Analysen der genetischen Grundlagen des Krebsgeschehens – bekannt geworden als Knudsonhypothese – publizierte er 1971.
Für sein Werk erhielt er zahlreiche Auszeichnungen und Ehrungen, unter anderem den Charles S. Mott Prize 1988, den William Allan Award 1991, den Charles Rodolphe Brupbacher Preis für Krebsforschung gemeinsam mit Robert A. Weinberg 1995, den Pasarow Award 1995, einen Canada Gairdner International Award 1997, den Albert Lasker Award for Clinical Medical Research des Jahres 1998 und 2004 einen Kyoto-Preis. Im Jahre 1999 erhielt er den „Distinguished Career Award“ der American Society of Pediatric Hematology/Oncology (ASPHO) und im Jahre 2005 den „Award for Lifetime Achievement in Cancer Research“ der American Association for Cancer Research (AACR). Knudson war seit 1988 Mitglied der National Academy of Sciences, seit 1991 Mitglied der American Philosophical Society und seit 1993 Mitglied der American Academy of Arts and Sciences.
Knudsons Initiative war es zu verdanken, dass Irwin Rose gemeinsam mit seinen israelischen Kollegen Aaron Ciechanover und Avram Hershko ab Ende der 1970er-Jahre die Ubiquitin-gesteuerte Protein-Degradation erforschen konnte, wofür sie 2004 gemeinsam mit dem Nobelpreis für Chemie ausgezeichnet wurden.